# Marjaniemi
Marjaniemi är en by och udde på Karlö i Bottenviken utanför Uleåborg. Marjaniemi är Karlös västligaste udde, här finns Marjaniemi fyr och lotsstation.
Lotsverksamheten startade på 1700-talet och på 1770-talet byggdes en fyrbåk av trä.
Båken reparerades och tjärades vid flera tillfällen. I mitten av 1800-talet grundade staten en officiell lotsstation och övertog underhållet av båken.
I början av 1860-talet utarbetades  plan för byggandet av fyrar i Österbotten. Den första fyren som byggdes var Marjaniemi. Den ritades av Hampus Dalström och byggdes av tegel. Fyrapparaten, som levererades av Sautter & Co i  Paris, var försedd med en rovoljelampa. Fyren tändes första gången den 3 september 1872 och visade en blixt var 20:e sekund. Lysvidden var 11 sjömil. Fyrvaktarbostäderna byggdes av trä.
Fyren elektrifierades år 1962 och försågs med en radiofyr. En lotsstation uppfördes intill fyren och fyrplatsen avbemannades. Som mest var sex lotsar stationerade i Marjaniemi.